# Армія «Плиски» знову в бою
«Армія „Плиски“ знову в бою» — радянський пригодницький художній фільм 1968 року, знятий на Ризькій кіностудії.

## Сюжет
Продовження фільму «Армія Плиски». Червоний розвідник Платайс під виглядом багатого комерсанта приїжджає з Мікою (за документами купця Загурського і його дочки) в місто, зайняте білими. Вони повинні пробратися на одну зі станцій і за допомогою партизанів перерізати залізницю. Сюди ж потрапили Плиска та Циган, який потоваришував з гуртом безпритульних. Платайс знайомиться з підполковником Свиридовим і опиняється в курсі подій, що відбуваються в місті. Завдяки його самовідданості і, звичайно, допомозі наших юних героїв білогвардійські офіцери роззброєні.

## У ролях
- Віктор Холмогоров —  Плиска
- Юрій Коржов —  Циган
- Айварс Галвіньш —  Міка-Мері
- Гунарс Цилінскіс —  Платайс-Загурський
- Айварс Лейманіс —  Малявка
- Егонс Майсакс —  Хрящ
- Віктор Гусєв —  Шило
- Олена Кокоревич —  Варя
- Наталія Бєлікова —  Зіна
- Іван Дмитрієв —  Свиридов
- Іван Рижов —  старий
- Байба Індріксоне —  Габріелла-Велта
- Едуардс Павулс — Лапотник
- Борис Никифоров —  керуючий
- Віра Титова —  шинкарка
- Володимир Волчик —  Бедряков
- Олександр Боярський —  ад'ютант
- Дмитро Бокалов —  поп
- Володимир Васильєв —  шинкар
- Арніс Ліцитіс —  відвідувач корчми

## Знімальна група
- Режисер — Олександр Лейманіс
- Сценаристи — Олександр Власов, Аркадій Млодик
- Оператор — Мартиньш Клейнс
- Композитор — Веніамін Баснер
- Художник — Віктор Шильдкнехт